# Isla Año Nuevo (Australia)
La isla Año Nuevo (en inglés: New Year Island) está situada a pocos metros de la isla Navidad y de la isla King, la única con población estable en el grupo situado entre Tasmania y Victoria, en Australia.

## Reserva de caza
La totalidad de la isla (98,22 ha) es una reserva de caza. Está permitida la extracción comercial de la pardela de Tasmania (Puffinus tenuirostris).

## Flora y fauna
La caza de especies amenazadas, tales como el (Thinornis rubricollis), el charrancito australiano (Sterna nereis) y el periquito ventrinaranja (Neophema chrysogaster) están prohibidas en todas las islas del grupo.